# Antarktischer Floh
Der Antarktische Floh (Glaciopsyllus antarcticus) ist der einzige in der Antarktis vorkommende Floh. Er parasitiert an verschiedenen in der Antarktis lebenden Seevögeln und gilt gemeinsam mit der Zuckmückenart Belgica antarctica als das am südlichsten vorkommende holometabole Insekt.

## Merkmale
Die Männchen von Glaciopsyllus antarcticus erreichen eine Körperlänge von drei Millimetern, die Weibchen werden vier Millimeter lang. Wie andere Flöhe haben sie einen stark lateral abgeflachten Körper. Der Kopf besitzt stechend-saugende Mundwerkzeuge, um Blut aus den Wirtstieren zu saugen. Die Beine sind mit Borsten und Krallen ausgestattet, mit denen sich die Tiere im Gefieder verhaken können.

## Verbreitung
Glasiopsyllus antarcticus ist ausschließlich im Bereich der Antarktis und der Subantarktischen Inseln anzutreffen, wobei sein Verbreitungsgebiet abhängig vom Vorkommen seiner Wirtsvögel ist. Es ist anzunehmen, dass er dadurch vor allem in Küstennähe anzutreffen ist, er wurde allerdings auch bereits weiter im Inland entdeckt und stellt aktuell das am südlichsten gefundene holometabole Insekt dar (vor der Zuckmückenart Belgica antarctica).

## Lebensweise
Glasiopsyllus antarcticus ist der einzige in der Antarktis vorkommende Vertreter der Flöhe. Er parasitiert verschiedene Arten der Sturmvögel wie den Schneesturmvogel (Pagodroma nivea) und den Silbersturmvogel (Fulmarus glacialoides), wobei letzterer der Hauptwirt der Flöhe ist.
Der Lebenszyklus der Flöhe ist entsprechend sehr eng gekoppelt mit der Entwicklung seiner Wirte, wobei sie die Körperwärme der Vögel zum Überleben brauchen. Die ausgewachsenen Tiere legen ihre Eier zur Brutzeit der Wirte in das Gefieder der Jungvögel und saugen an diesen, um ihren Larven die notwendige Nahrung geben zu können. Die Larven befallen die Küken, indem sie sich im Gegensatz zu anderen Flöhen nicht im Nest, sondern direkt am Körper der Küken aufhalten, wobei auch die Verpuppung im Gefieder der Jungvögel stattfindet.

## Systematik
Glaciopsyllus antarcticus wurde erstmals 1962 auf der Basis von mehreren Individuen beschrieben, die in Nestern von Schneesturmvögeln (Pagodroma nivea) und Silbersturmvögeln (Fulmarus glacialoides) auf Ardery Island und Anchorage Island gesammelt wurden. Als einzige Art der in den südlichen Ozeanen bekannten Flöhe wurde sie der vorwiegend holarktisch verbreiteten Familie Ceratophyllidae zugeordnet und in eine neue monotypische Gattung eingestellt. Die Position innerhalb der Familie konnte noch nicht geklärt werden, als nächster Verwandter wird Dasypsyllus comatus angenommen.

## Belege
1. 1 2 3 4  Beau Riffenbourgh: Parasitic Insects. Lice ans Fleas. In: Encyclopedia of the Antarctic. Band 1, CRC Press, 2007; S. 714–715. (Google Book Search)
2. 1 2  Michael B. Usher, Marion Edwards: A dipteran from south of the Antarctic Circle: Belgica antarctica (Chironomidae) with a description of its larva. Biological Journal of the Linnean Society 23 (1), 2008; S. 19–31. doi:10.1111/j.1095-8312.1984.tb00803.x
3. 1 2  FGAM Smit, GM Dunnet: A new genus and species of flea from Antarctica. Pacific Insects 4(4), 1962; S. 895–903. (PDF)
4. ↑  W. K. Steele, R. L. C. Pilgrim, R. L. Palma: Occurrence of the flea Glaciopsyllus antarcticus and avian lice in central Dronning Maud Land . Polar Biology 18 (4), 1997; S. 292–294. (doi:10.1007/s003000050190)
5. ↑  P. J. Bell, H. R. Burton, J. A. van Franeker: Aspects of the biology of Glaciopsyllus antarcticus (Siphonaptera: Ceratophyllidae) during the breeding season of a host (Fulmarus glacialoides). Polar Biology 8 (6), 1988; S. 403–410. (doi:10.1007/BF00264716)
6. ↑  M.D. Whitehead, H.R. Burton, P.J. Bell, J.P.Y. Arnould, D.E. Rounsevell: A further contribution on the biology of the Antarctic flea, Glaciopsyllus antarcticus (Siphonaptera: Ceratophyllidae). Polar Biology 11, 1991; S. 379–383. (doi:10.1007/BF00239690)
7. ↑  Mark L. Mallory, Mark R. Forbes, Terry D. Galloway: Ectoparasites of northern fulmars Fulmarus glacialis (Procellariiformes: Procellariidae) from the Canadian Arctic. Polar Biology 29 (5), 2006; S. 353–357. (doi:10.1007/s00300-005-0063-8)